# Colonia del Pedregal
Colonia del Pedregal är en ort i Mexiko.   Den ligger i kommunen San Miguel Totolapan och delstaten Guerrero, i den södra delen av landet, 190 km sydväst om huvudstaden Mexico City. Colonia del Pedregal ligger 305 meter över havet och antalet invånare är 187.
Terrängen runt Colonia del Pedregal är kuperad åt nordväst, men åt sydost är den platt. Runt Colonia del Pedregal är det ganska glesbefolkat, med 21 invånare per kvadratkilometer. Närmaste större samhälle är Arcelia, 20,0 km nordost om Colonia del Pedregal. Omgivningarna runt Colonia del Pedregal är en mosaik av jordbruksmark och naturlig växtlighet.